# دوست ناباب (فیلم ۱۹۹۵)
دوست ناباب (انگلیسی: Bad Company) فیلمی در ژانر نئو نوآر به کارگردانی دامیان هریس است که در سال ۱۹۹۵ منتشر شد.

## بازیگران
- الن بارکین
- لارنس فیشبرن
- فرانک لانگلا
- دیوید اوگدن استایرس
- مایکل مورفی
- جیا کاردیس
- مایکل بیچ
- سوک-یین لی